# Harold Walters
Harold Laurence Walters, pseudoniemen: Fred L. Frank, Lawrence Seymour en David Williams, (Gurdon (Arkansas), 29 september 1918 – Hollywood, 22 oktober 1984) was een Amerikaans componist, arrangeur, dirigent, kornettist en tubaïst. 

## Levensloop
Walters begon op achtjarige leeftijd kornet te spelen en kreeg zijn eerste muziekles. Tijdens de vijfjarige militaire dienst in de US Navy Band als tubaïst en arrangeur deed hij studies aan de University of Cincinnati in Cincinnati (Ohio) en daar aan het College Conservatory of Music (CCM). Verdere studies deed hij aan de American University in Washington alsook aan het Washington College of Music in Chestertown (Maryland), waar hij in 1943 promoveerde.
Daarna was hij als dirigent en componist aan theaters, bij de film en in verschillende orkesten werkzaam, onder andere bij het bekende orkest van Sigmund Romberg in Washington en in New York. Vanaf 1947 werkte hij bij de muziekuitgave Rubank Publishing Company als componist, arrangeur en uitgever.
Zijn oeuvre omvat rond 1500 composities en bewerkingen. Hij heeft in alle genres gecomponeerd. Walters was lid van de American Society of Composers, Authors and Publishers (ASCAP). In 1956 werd hij president van de American Bandmasters Association en korte tijd later werd hij eredoctor voor compositie aan het Washington College of Music. 
Hij heeft orkesten en harmonieorkesten in de hele wereld gedirigeerd en als men hem vroeg wat dat allemaal voor orkesten geweest zijn, dan antwoordde hij altijd: Het kleinste orkest was een circuskapel met 9 muzikanten en het grootste orkest bestond uit 12.800 muzikanten aan de Universiteit van Michigan.

## Composities

### Werken voor harmonieorkest
- 1952 A Hot Time in the Brasses Tonight
- 1952 TV Suite
- 1953 The Christmas Suite
- 1962 Spiritual Contrasts
- 1963 Hootenanny Folk Festival for Band
- 1966 Jamaican Folk Suite
- 1966 Dynamite Brass
- 1970 Instant Concert
- 1971 Japanese Folk Suite
- 1972 Bands around the World
- 1975 Country and Western
- 1980 Suite Americana
- American Folk Suite
  1. Across the Wide Missouri
  2. The Erie Canal
  3. Black is the Color of My True Love's Hair
  4. Whoopee Ti-Yi-Yo
- Badinage for Brasses
- Brasses to the Fore
- Civic War Suite
- Copa Cabana
- Deep River Rhapsody
- Dixieland revel
- Duty Honor, Country, voor spreker en harmonieorkest - tekst: Gen. D. Macarthur
- He's got the hole world
- I'm on my Way
- La Mascarade
- Latin Americana
- Leetonia Overture for Band
- Safari
- Three Scenes
- Viva Paulo

### Pedagogische werken
- Forty Fathoms, solo voor Es-tuba

- Gemeinsame Normdatei: 101312474X
- International Standard Name Identifier: 0000 0000 8192 8361
- Library of Congress Control Number: n88144369
- MusicBrainz: 0dc0b979-3864-4674-b7b1-0b0eee343413
- Nationale Bibliotheek van Israël: 987007446718605171
- Virtual International Authority File: 1564346
- WorldCat: E39PBJjmKXtDTdrW9YgtdPk4bd